# Podmaniczky János Evangélikus Általános Iskola

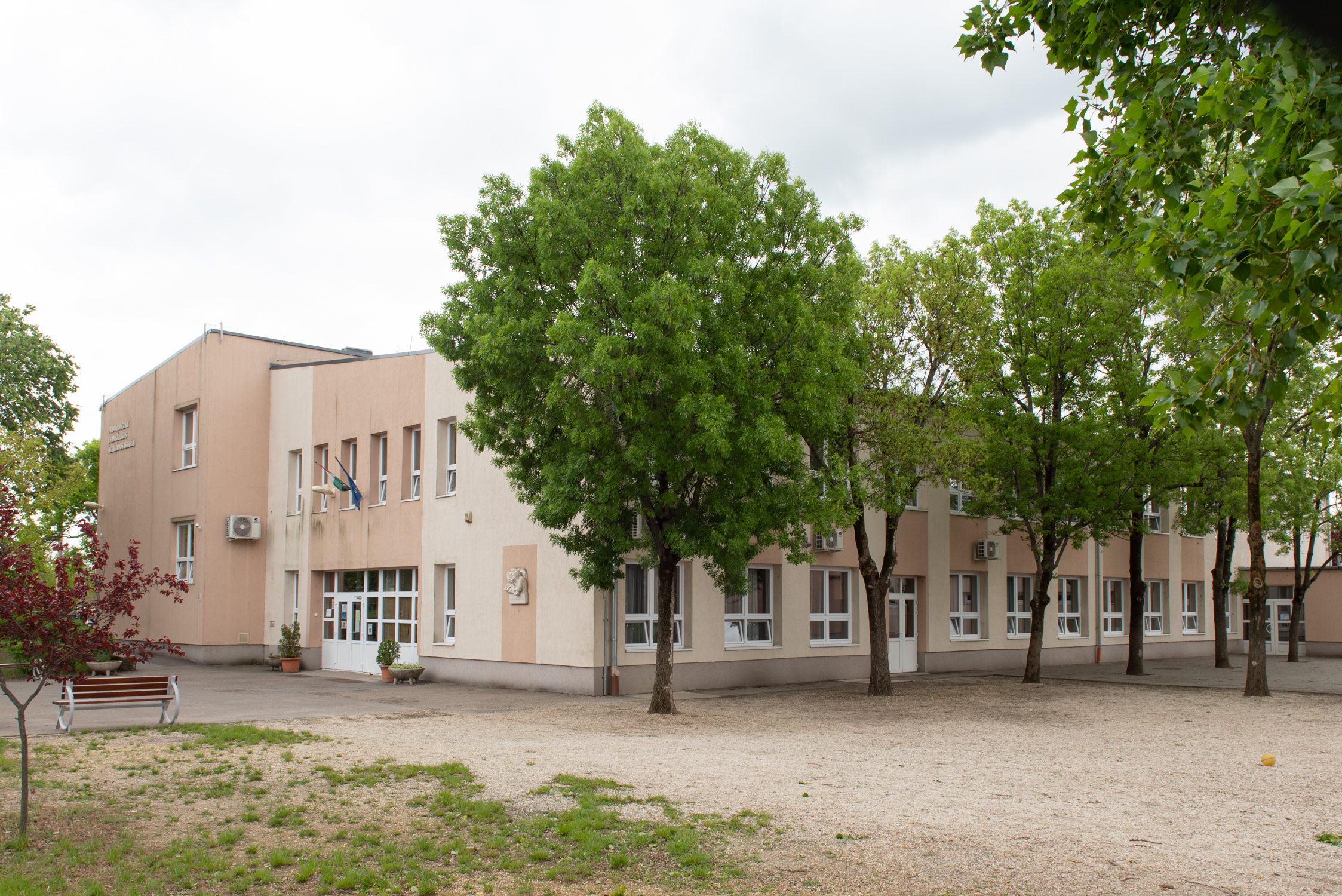
Podmaniczky Evangélikus Általános Iskola

Budapest, XVII. kerület központjában, Rákoskeresztúron található Ferihegyi úti Általános Iskolában 1961. szeptember 1-jén indult az oktatás.
1997 - 2012 Laborcz Ferenc Általános Iskola
2012-től az Eszterlánc Óvoda és a Laborcz Ferenc Általános Iskola jogutód intézménye lett a Podmaniczky János Evangélikus Óvoda és Általános Iskola, fenntartója a Magyarországi Evangélikus Egyház.

### Az intézmény névadója
forrás: https://podi.edu.hu/rolunk.html

#### Gróf Podmaniczky János (1786–1883)
Hatgyermekes családban, második gyermekként született a galíciabeli (a mai Lengyelország területén található ) Kamionkában. Gyermekkorát az aszódi családi birtokon töltötte. Lőcsén érettségizett, majd Sárospatakon tanult jogot. 1805-ben kitűnő bizonyítvánnyal tért haza a családi birtokra. Iskolái befejeztével anyai nagyapja sajókazai és radványi birtokán töltött el egy évet. Később Detken és környékén bérelt birtokot. Rátermettségét, ügyességét látva családja a közösen birtokolt uradalmak főfelügyeletével bízta meg. Bujanovszkyné báró Podmaniczky Erzsébet halála után a rákoskeresztúri birtok a Podmaniczky családra szállt. János a rákoskeresztúri kastélyt 20 szobásra bővíttette, és 1827-ben ide tette át állandó lakhelyét. 1830-ban feleségül vette Hódossy Máriát. 
Podmaniczky János egész életében aktív közéleti tevékenységet folytatott. Rákoskeresztúr jobbágyait árpa- és kukoricaadománnyal segítette. Megalapította Magyarország első takarékmagtárát. Birtokain modernizálta az állattenyésztést, a szőlészetet, állataival, boraival több kiállításon nyert díjat. Az 1838-as pesti árvíz mentési munkáiban is részt vett, rákoskeresztúri kastélya menekülteknek adott szállást. Élelmiszer-adománnyal látta el a Deák téri templomba menekült közel 800 embert. Pest városa hálából – igaz, kissé megkésve, 1842-ben – tiszteletbeli polgárává választotta.
Felesége halála (1841) után visszavonult a közélettől, de a közügyek továbbra is érdekelték. Tíz-tizenkétféle újságot járatott, sietett megrendelni a könyvpiac nevezetes újdonságait. Gyűjtötte az országgyűlési iratokat. Még 90 évesen is maga kezelte Rákoskeresztúr, Penc, Petény, Palojta gazdaságait.
1822-től haláláig a Rákoskeresztúri Evangélikus Egyházközség felügyelője volt. Rendszeresen támogatta az evangélikus gyülekezetet és az evangélikus iskolát. 1876-ban egy 250 kilogramm súlyú harangot ajándékozott gyülekezetének. Anyagiakkal és cseréppel segítette a leégett parókia újjáépítését.
Podmaniczky János 1883. február 8-án halt meg. A rákoskeresztúri evangélikus temetőben lévő családi sírboltba temették.